# 우에다 사샤
우에다 사샤(일본어: 植田 紗々, 1996년 9월 12일 ~ )는 일본의 배우이다.